# TV 2 (Hongarije)
TV2 is een Hongaarse televisiezender die in 1997 begon met uitzenden. Ze is in eigendom van  ProSiebenSat.1 Media Het was de eerste puur commerciële televisiezender in Hongarije (ATV (Hongaarse televisiezender) begon in 1990 als private zender die deels met overheidsmiddelen werd gefinancierd). Twee dagen later begon RTL KLUB, de voornaamste concurrent, met uitzenden.
TV2 zendt uit voor een brede doelgroep en de programmering bestaat veelal uit series, amusement en films. Verder zendt TV2 dagelijks de eigen nieuwsrubriek Tények (Feiten) uit. Ook staat er dagelijks een Hongaarse soap op het programma: Jóban, Rosszban (In goede en slechte tijden).